# 連賢基
连贤基（1880年—1953年），又名仰山，福建龙岩东城人，中华民国政治人物、实业家、语言学家。

## 生平
连贤基出生于清朝光绪六年（1880年）。幼年他入私塾念书，后入新罗书院。光绪三十年（1904年），他参加乡试中举人。
中华民国成立后，民国元年（1912年）他任北京临时参议院议员。民国2年（1913年），他当选国会众议院议员。民国12年（1923年）国会大选，连贤基接受了曹锟贿选的五千银元，选举曹锟为中华民国大总统。此后他居留北京，希望混入政府，但未成功。不久，他回到龙岩，任福建省立第九中学国文教师。
民国15年（1926年）冬，北伐军开入福建，龙岩的工农革命运动蓬勃兴起。民国16年（1927年）1月，连贤基因为接受曹锟贿选之事而被岩平宁政治监察署以及中国国民党龙岩县党部扣押并游街示众。民国17年（1928年），他到上海同其侄子辈亲戚合资创立了上海三山烟草公司，该公司从事卷烟生产。后来，他在厦门设大川经理公司，推销三山烟草公司生产的卷烟。民国23年，因为卷烟市场疲软，烟厂被迫关门，连贤基在厦门鼓浪屿闲居。
抗日战争爆发后，他回到龙岩，任龙岩县立初级中学国文教师，任职至中华人民共和国成立之初。
1953年，连贤基病逝。

## 著作
连贤基长期研究龙岩方言，著有《龙岩方言土声韵》、《七巧板》（上海商务印书馆出版）。他还参与了民国9年版、民国34年版《龙岩县志》的编纂工作。